# Prozerkoid
Als Prozerkoid wird das zweite Larvenstadium der Bandwürmer der Familie der Diphyllobothriidae (z. B. Fischbandwurm oder Spirometra erinaceieuropaei) bezeichnet.
Die unembryonierten Eier der Diphyllobothriidae gelangen durch Kot befallener Tiere in Süß- oder Brackwasser, wo sie zur schwimmfähigen Hakenlarve (Coracidium) heranwachsen. Wird die Hakenlarve von Ruderfußkrebsen aufgenommen, entwickelt sich in ihnen aus dem Coracidium die Prozerkoid-Larve. Die Kleinkrebse werden wiederum durch Friedfische als Transportwirt gefressen, in deren Muskulatur sich aus dem Prozerkoid das Plerozerkoid entwickelt. Der dann als Sparganum bezeichnete Larventyp häuft sich in Raubfischen an, wenn diese die Friedfische fressen. Beim Verzehr von rohem Fischfleisch durch den Endwirt (fischfressende Vögel und Säugetiere, auch der Mensch), kommt es dann zur Aufnahme der Plerozerkoiden, die sich im Darmtrakt des Endwirtes zum adulten Wurm entwickeln.